# Tjejen från Petrovka
Tjejen från Petrovka (The Girl from Petrovka) är en romantisk komedifilm från 1974, regisserad av Robert Ellis Miller. Filmen är baserad på George Feifers roman Flickan från Petrovka (1971; svensk översättning 1975).

## Handling
En vacker och excentrisk rysk ballerina (Goldie Hawn) som drömmer om ett bättre liv blir förälskad i den amerikanska journalisten Joe (Hal Holbrook) och inleder en förbjuden affär. Men allt går inte på rosa moln; den ryska säkerhetspolisen försöker göra allt för att stoppa paret. När de sätter flyktplanerna i verket tar de hjälp av den karismatiske fifflaren Kostya (Anthony Hopkins) för att komma ur landet.

## Rollista
- Goldie Hawn - Oktyabrina
- Hal Holbrook - Joe
- Anthony Hopkins - Kostya
- Grégoire Aslan - Minister
- Anton Dolin - Ignatievitch
- Bruno Wintzell - Alexander
- Zoran Andric - Leonid